# Голос Москвы (газета, 1907—1915)
«Голос Москвы» — ежедневная общественно-политическая газета, выпускавшаяся в Российской империи, в Москве с 1907 года по 1915 год. Орган партии «Союз 17 октября».

## История
Газету начали издавать 23 декабря 1906 года (5 января 1907) и закончили 30 июня (13 июля) 1915 год. Богатые промышленники, биржевики и финансисты в Российской империи вкладывали средства в «Голос Москвы». Председателем правления газеты, а также её издателем и первым редактором был А. И. Гучков. В газете участвовали видные деятели своего времени: Н. С. Авдаков, А. В. Бобрищев-Пушкин, князь Н. С. Волконский, профессор В. И. Герье, Ф. Н. Плевако, А. А. Столыпин, И. И. Янжул, П. Безобразов, С. Иловайский и М. Сухотин. 
Руководство газеты содействовало царской политике, но в свою очередь призывало к проведению сдержанных буржуазных реформ. Авторы издания выступали против революционеров, в частности большевиков, чаще всего подвергали их жёсткой критике. Также не поддерживали освободительные движения притесняемых народов за суверенность в государстве. Одобряли внешнюю политику Российской империи, экспансию и гонку вооружений. Выступали за присоединение Российской империи к Первой мировой войне.